# Bataille de Malam Fatori (2015)
Pour les articles homonymes, voir Bataille de Malam Fatori.
Insurrection de Boko Haram
La deuxième bataille de Malam Fatori se déroule du 31 mars au 1er avril 2015 lors de l'insurrection de Boko Haram.

## Déroulement
Le 31 mars 2015, les armées tchadiennes et nigériennes divisées en deux colonnes attaquent la ville de Malam Fatori, tenue par Boko Haram. Autrefois peuplée de 30 000 habitants, la ville prise par les djihadistes en novembre 2014 avait été abandonnée par la grande majorité de sa population, et seuls quelques vieillards, femmes et enfants sont encore présent lors de l'offensive tchado-nigérienne. 
Dès le soir du 31 mars, le Tchad affirme avoir pris la ville après une brève résistance. Mais Malam Fatori est en ruines, avant de s'enfuir, les djihadistes chassent les derniers habitants et incendient plusieurs boutiques et concessions,,.
L'AFP rapporte également que selon un soldat nigérien, des bergers ont vu les djihadistes quitter la ville avec un groupe de femmes nues. Celui-ci déclare : « C'est une tactique habituelle: pour empêcher les femmes de s'enfuir, ils les déshabillent totalement. Nous avons retrouvé des tas de vêtements de femmes ».
Le soir du 31 mars, le porte-parole de l'armée nigérienne Moustapha Ledru déclare qu'il n'y a pas eu « de résistance hormis quelques accrochages avec des éléments isolés » qui ont fait une dizaine de morts pour les islamistes.
Cependant le lendemain, alors que les militaires ratissent les alentours, les djihadistes repartent à l'attaque. Une partie des soldats sont pris en embuscade à une dizaine de kilomètres de la ville et presque encerclés. C'est ce jour-là que les affrontements sont les plus meurtriers,,.

## Les pertes
Le premier jour du combat, RFI évoque une quarantaine d'hommes de Boko Haram tués et un blindé détruit.
Cependant le lendemain, le colonel Azem Bermandoa, porte-parole de l'armée tchadienne affirme que des centaines de djihadistes et neuf soldats tchadiens ont été tués dans la journée, dans des combats dans le secteur de Malam Fatori.
Le 4 avril, l'AFP rapporte qu'environ 150 rebelles islamistes ont été tués selon les états-majors des armées tchadiennes et nigériennes.
Selon l'armée nigérienne, 289 combattants de Boko Haram sont tués et 31 blessés dans les combats livrés du 26 mars au 1er avril, tandis qu'un soldat nigérien a été tué et trois autres blessés.

### Vidéogaphie
- [vidéo] Nigéria : Malam Fatori, village désert après le départ de Boko Haram, Euronews, 4 avril 2015.
- [vidéo] A Malam Fatori, un village du nord du Nigeria, repris à Boko Haram, Le JDD, 12 avril 2015.